# Semionotus
Genre
Semionotus est un genre éteint de poissons à nageoires rayonnées qui vivait dans la partie nord de la Pangée (Europe et Amérique du Nord) au cours du Trias supérieur et du Jurassique inférieur.
L'espèce type est Semionotus bergeri.

## Galerie photographique

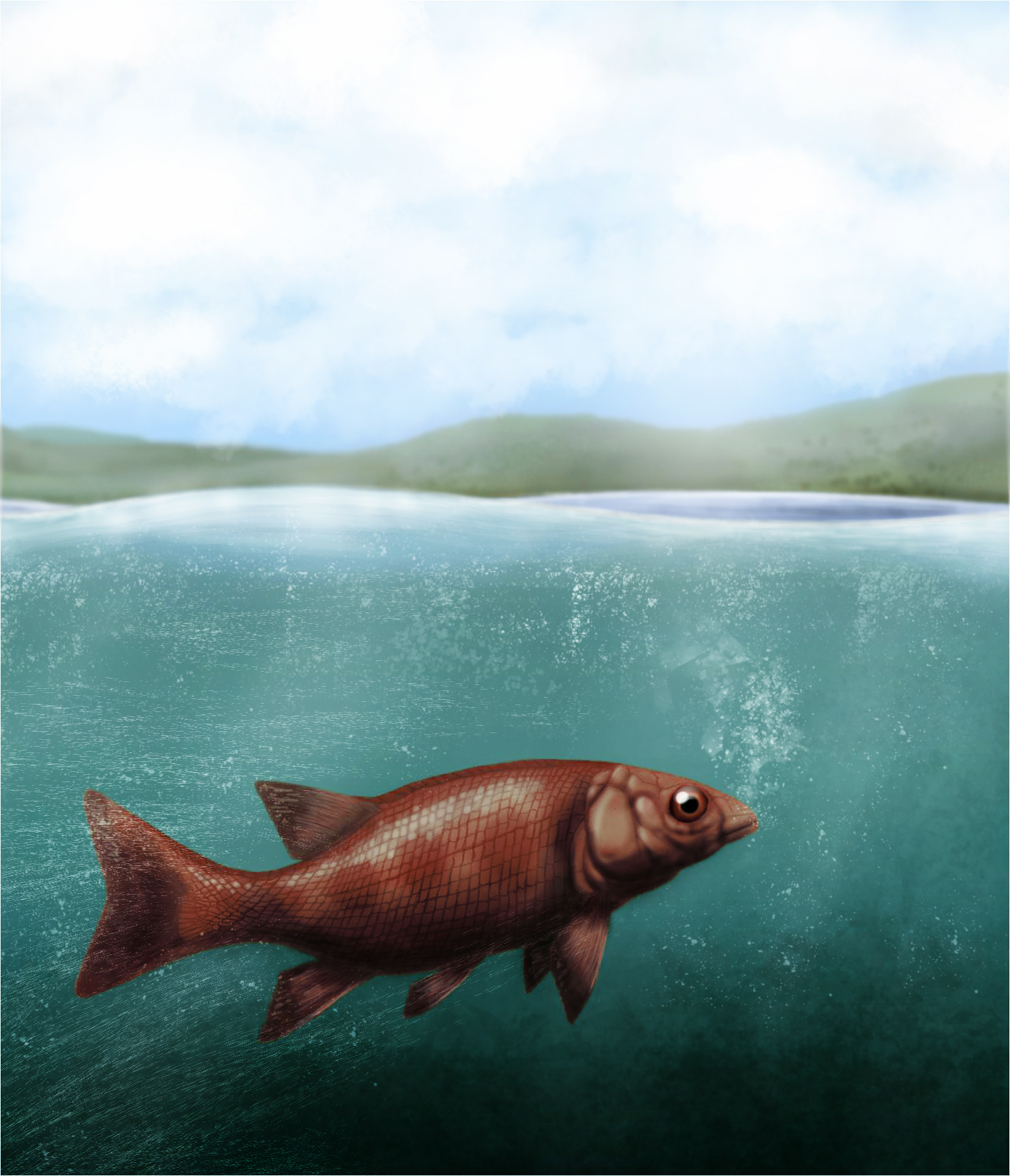
Vue d'artiste de Semionotus
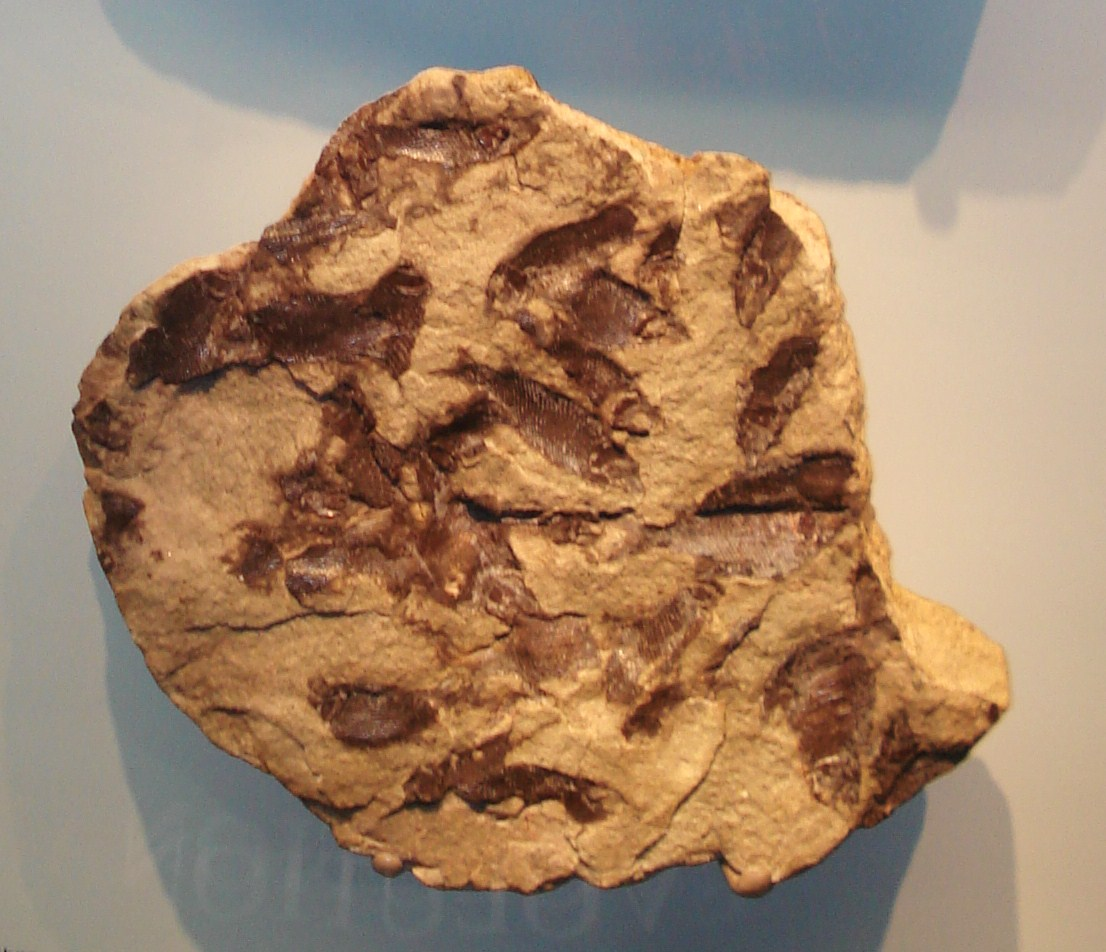
Fossiles de Semionotus kapffi